# Ján Pavelka
Ján Pavelka, Pavelka János (Vágrévfalu (Mnesics, Trencsénmegye); 1807. november 4. – Péterfalva, 1878. március 23.) római katolikus plébános. 

## Élete
A bölcseletet és teológiát 1824-től 1829-ig Nagyszombatban végezte; 1830. november 5-én fölszenteltetett. Segédlelkész volt Szakolcán, 1835. szeptember 30-tól Sasvárott. 1845. február 7-tól adminisztrátor lett Nagykovallón; innét azon év április 8-án a szomolánki plébániára nevezték ki, 1847. január 10-én pedig Kuklóra ment; innét 1855. április 15-én áthelyezték Dojcsra, végül 1876. szeptember 12-én a péterfalvai (Nyitra megye) plébániát kapta és október 8-án sasvári alesperes lett.

## Műve
- Krátki Vitah z Usporádana a Letopisov Cirkvi Krestanskég Katolickég pre Mládeč obecného Ludu. Nagyszombat, 1844. (Rövid kivonat a római katolikus egyház évkönyveiből sat).